# Magnetická susceptibilita
Magnetická susceptibilita je fyzikální veličina, která popisuje chování materiálu ve vnějším magnetickém poli.

## Jednotky a značení
- Doporučená značka:[1] {\displaystyle \chi _{m}}, někdy se používá také κ nebo K
- Jednotka v SI:[1] 1 (je to bezrozměrná veličina)

## Definice
Magnetická susceptibilita je definována vztahem platným pro lineární magnetikum:
{\displaystyle {\boldsymbol {M}}=\chi _{m}{\boldsymbol {H}}}, kde M je magnetizace a H intenzita magnetického pole
a je obecně tenzorem druhého řádu. U většiny běžných materiálů je vektor magnetizace stejného směru jako vektor intenzity magnetického pole a magnetická susceptibilita je pak veličinou skalární.
V obecném magnetiku je třeba uvažovat i nelineární efekty a disperzi; magnetizace proto závisí nejen na intenzitě magnetického pole, ale i na předchozí historii okolního elektromagnetického pole, a zobecněná magnetická susceptibilita {\displaystyle {\hat {\chi }}_{m}} je pak obecně operátorem, daným vztahem:
{\displaystyle {\boldsymbol {M}}({\boldsymbol {r}},t)=\int _{V}\!\int \limits _{-\infty }^{t}{\hat {\chi }}_{m}({\boldsymbol {r}},{\boldsymbol {r}}',t-t',{\boldsymbol {E}},{\boldsymbol {H}})\,{\boldsymbol {H}}({\boldsymbol {r}}',t')\,dt'd^{3}{\boldsymbol {r}}'}, kde E značí intenzitu elektrického pole, r a t polohový vektor resp. čas.

## Výpočet
Skalární susceptibilita lineárního magnetika: {\displaystyle \chi _{m}={\frac {M}{H}}}, kde magnetizace M i intenzita magnetického pole H se dosazují ve stejných jednotkách (v SI se udávají v ampérech na metr).
Pomocí susceptibility lze v lineárním magnetiku vyjádřit magnetickou indukci B jako:
{\displaystyle \mathbf {B} =\mu _{0}(\mathbf {H} +\mathbf {M} )=\mu _{0}(1+\chi _{m})\mathbf {H} =\mu \mathbf {H} }, kde {\displaystyle \mu _{0}} je permeabilita vakua a {\displaystyle (1+\chi _{m})=\mu _{r}} relativní permeabilita daného materiálu.

## Rozdělení látek podle magnetické susceptibility
Podle hodnoty magnetické susceptibility lze rozdělit materiály na:
- diamagnetické, pro ně {\displaystyle -1<\chi _{m}<0}
- paramagnetické, pokud {\displaystyle 0<\chi _{m}\ll 1}
- feromagnetické, jestliže {\displaystyle \chi _{m}\gg 1}.